# Marie-Andrée Masson
Marie-Andrée Masson (* 8. Oktober 1963 in Laval) ist eine ehemalige kanadische Skilangläuferin.

## Werdegang
Masson holte im März 1983 in Labrador City mit dem 18. Platz über 10 km ihre ersten Weltcuppunkte. Bei den nordischen Skiweltmeisterschaften 1985 in Seefeld in Tirol lief sie auf den 20. Platz über 10 km, auf den 18. Rang über 5 km und auf den neunten Platz mit der Staffel. Im März 1985 erreichte sie in Falun mit dem sechsten Platz über 10 km ihre beste Einzelplatzierung im Weltcup und zum Ende der Saison 1984/85 mit dem 30. Platz im Gesamtweltcup ihr bestes Gesamtergebnis. Im Januar 1987 wurde sie beim Weltcup in Calgary Zweite mit der Staffel. Bei den nordischen Skiweltmeisterschaften 1987 in Oberstdorf kam sie auf den 38. Platz über 10 km klassisch, auf den 35. Rang über 20 km Freistil und auf den siebten Platz mit der Staffel. Im folgenden Jahr belegte sie bei den Olympischen Winterspielen in Calgary den 37. Platz über 10 km klassisch und den 27. Rang über 20 km Freistil. Zudem errang sie dort zusammen mit Angela Schmidt-Foster, Carol Gibson und Lorna Sasseville den neunten Platz in der Staffel. Ihre besten Ergebnisse bei den nordischen Skiweltmeisterschaften 1989 in Lahti waren der 22. Platz über 30 km Freistil und der achte Rang mit der Staffel. Ihre letzten internationalen Rennen absolvierte sie bei den nordischen Skiweltmeisterschaften 1991 im Val di Fiemme. Dort errang sie jeweils den 41. Platz über 30 km Freistil und 10 km Freistil und den 11. Platz mit der Staffel
Ihr Bruder Alain war ebenfalls als Skilangläufer aktiv.

## Teilnahmen an Weltmeisterschaften und Olympischen Winterspielen

### Olympische Spiele
- 1988 Calgary: 9. Platz Staffel, 27. Platz 20 km Freistil, 37. Platz 10 km klassisch

### Nordische Skiweltmeisterschaften
- 1985 Seefeld in Tirol: 9. Platz Staffel, 18. Platz 5 km, 20. Platz 10 km
- 1987 Oberstdorf: 7. Platz Staffel, 35. Platz 20 km Freistil, 38. Platz 10 km klassisch
- 1989 Lahti: 8. Platz Staffel, 22. Platz 30 km Freistil, 30. Platz 10 km Freistil, 34. Platz 10 km klassisch
- 1991 Val di Fiemme: 11. Platz Staffel, 41. Platz 30 km Freistil, 41. Platz 10 km Freistil

## Weltcup-Gesamtplatzierungen
| Saison  | Platz | Punkte |
| ------- | ----- | ------ |
| 1982/83 | 45.   | 3      |
| 1984/85 | 30.   | 20     |
| 1985/86 | 51.   | 1      |
| 1986/87 | 52.   | 2      |